# Georges Gandil
Georges Gandil   (Borniquèl, 18 de maig de 1926 - Borniquèl, 24 d'octubre de 1999) fou un piragüista francès que va competir durant la dècada de 1940.
El 1948 va prendre part en els Jocs Olímpics d'Estiu de Londres, on va disputar dues proves del programa de piragüisme. En ambdues, formant parella amb Georges Dransart, el C-2 1.000 metres i C-2 10.000 metres, guanyà la medalla de bronze.